# Cuanza
El Cuanza, també escrit Coanza, Quanza o Kwanza és un riu d'Angola. Amb una longitud de 965 km, neix a l'altiplà de Bié i flueix en direcció nord i després vira cap a l'oest; desemboca a l'oceà Atlàntic, a una cinquantena de quilòmetres de Luanda, la capital estatal. La FAO li va atribuir el 1990 un cabal anual de 26 hm³.
Dona nom a dues províncies d'Angola situades a banda i banda del seu curs: Cuanza Norte i Cuanza Sul.
És una important font d'energia hidroelèctrica per a Angola, arran de la construcció de la presa de Capanda a la província de Malanje, al curs superior del riu, planificat als anys 90 i inaugurat finalment el 2004. L'aigua de l'embassament també s'utilitza per regar les plantacions de canya de sucre i d'altres productes agrícoles de la vall del Cuanza.
A causa del gran nombre de ràpids que esquitxen el seu curs, el Cuanza no és navegable fins a partir de Dondo, a 193 km de la desembocadura. Situat en una extensa plana, l'estuari està precedit de meandres afectats per les marees oceàniques.
El riu fou la porta d'entrada de la penetració portuguesa al nord d'Angola.

### Bibliografia

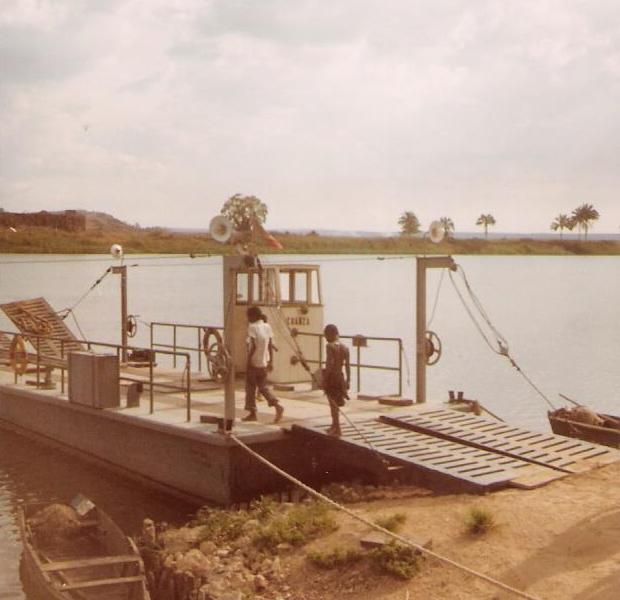
Un transbordador al riu Cuanza